# Aplauso

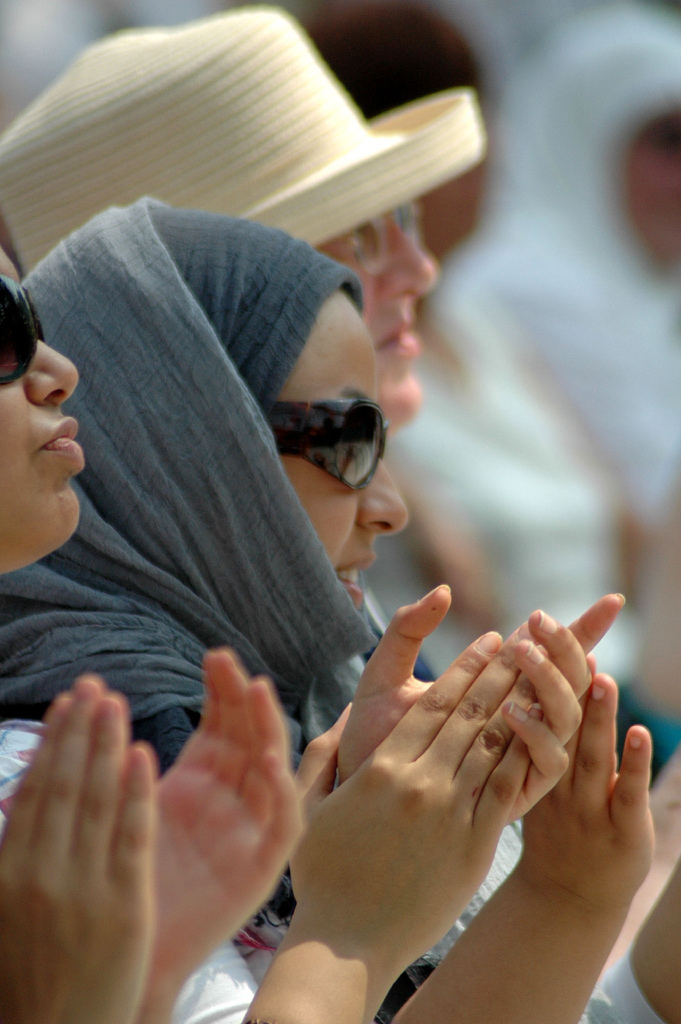
Pessoas aplaudindo em um festival de arte árabe

O aplauso (do latim applausus derivado de applaudĕre) é uma expressão humana de aprovação pelo ato de bater a palma de cada uma das mãos uma contra a outra com o fim de produzir seu ruído característico.
As plateias normalmente aplaudem após o fim de espetáculos, como concertos musicais, discursos ou peças de teatro, uma atitude criticamente entendida como apreciação ao entretenimento assistido.
Na cultura ocidental, espectadores batem palmas para produzir um ruído constante, tendendo à sincronização natural. Como forma da comunicação não-verbal, o aplauso é um indicador simples da opinião média do grupo e, quanto mais intenso e longo o ruído do aplauso, considera-se maior o sinal de aprovação expresso.

## História
O aplauso surgiu na Antiguidade romana e era utilizado como forma de estímulo por parte da plateia. Durante os combates entre os gladiadores romanos caso houvesse empate entre os guerreiros estes eram condenados a darem cabeçadas um ao outro. O público de forma a estimular o ato entre os guerreiros batia com as palmas das mão de forma a simular as cabeçadas.